# Harvey Peak
Der Harvey Peak ist ein eisfreier und 2120 m hoher Berg in der antarktischen Ross Dependency. In den Cook Mountains ragt er 3 km südlich der Finger Ridges auf.
Der United States Geological Survey kartierte ihn anhand eigener Tellurometervermessungen und Luftaufnahmen der United States Navy aus den Jahren von 1959 bis 1963. Das Advisory Committee on Antarctic Names benannte ihn im Jahr 1965 nach Paul Harvey von der United States Navy, der an den Vermessungsarbeiten zwischen 1961 und 1962 beteiligt war.